# 洛尔沙伊德
洛尔沙伊德是德国莱茵兰-普法尔茨州的一个市镇。总面积5.09平方公里，总人口579人，其中男性285人，女性294人（2011年12月31日），人口密度114人/平方公里。